# Resident Evil: Wieczny mrok
Resident Evil: Wieczny mrok (ang. Resident Evil: Infinite Darkness; zapis stylizowany: RESIDENT EVIL: Infinite Darkness) – serial original net animation w technologii CGI oparty na franczyzie gier komputerowych z gatunku survival horroru - Resident Evil, wyprodukowany przez TMS Entertainment i Quebico dla platformy streamingowej Netflix.
Premiera serialu (liczącego cztery odcinki) na platformie Netflix odbyła się 8 lipca 2021.

## Fabuła
Głównymi bohaterami serialu są postacie z gry komputerowej Resident Evil 2: Leon S. Kennedy i Claire Redfield. Akcja serii rozgrywa się pomiędzy wydarzeniami z gier komputerowych Resident Evil 4 i Resident Evil 5 - w 2006 r. po tym jak w Białym Domu odkryto incydent z włamaniem. Leon S. Kennedy otrzymał rozkaz zbadania incydentu. Po dotarciu do celu okazuje się, że Biały Dom jest celem ataku, a w budynku są zombie. Później spotyka się z Claire Redfield, która podczas pracy nad misją prowadzoną przez organizację TerraSave, mającą na celu nadzorowanie budowy ośrodka opieki społecznej, bada niepokojący rysunek wykonany przez dziecko-uchodźcę.

### Bohaterowie serialu
Opracowano na podstawie materiału źródłowego:
Leon S. Kennedy (レオン・スコット・ケネディ; Reon Sukotto Kenedi)
seiyū: Toshiyuki Morikawa; Nick Apostolides (dubbing angielski)
Claire Redfield (クレア・レッドフィールド; Kurea Reddofīrudo)
seiyū: Yūko Kaida; Stephanie Panisello (dubbing angielski)
Jason
seiyū: Fumihiko Tachiki; Ray Chase (dubbing angielski)
Shen May
seiyū: Megumi Han; Jona Xiao (dubbing angielski)
Patrick
seiyū: Kenji Nojima; Billy Kametz (dubbing angielski)
Wilson
seiyū: Aruno Tahara; Brad Venable (dubbing angielski)
Graham
seiyū: Kazuhiko Inoue; Joe J. Thomas (dubbing angielski)
Ryan
seiyū: Mitsuru Ogata; Doug Stone (dubbing angielski)

### Lista odcinków
| Nr | Tytuł     | Reżyseria       | Scenariusz                   | Premiera (Netflix) |
| --- | --------- | --------------- | ---------------------------- | ------------------ |
| 1 | Odcinek 1 | Eiichirō Hasumi | Shogo Moto i Eiichirō Hasumi | 8 lipca 2021       |
| W 2000 roku amerykański helikopter zostaje zestrzelony w Penamstanie. Jego załoga zostaje zaatakowana przez miejscową ludność. Pomimo sprzecznych rozkazów, oddział Wściekłych Psów ląduje i próbuje uratować załogę. Sześć lat później Claire Redfield pracuje jako pomocnik w Penamstanie, gdzie odkrywa wskazówki, że ci, którzy przeżyli trwający konflikt, byli narażeni na broń bioorganiczną. Następnie Biały Dom staje się celem ataku, po którym zostaje zainfekowanych kilku pracowników. Dzięki wskazówkom wskazującym na Chiny - Leon, Shen May i Jason, bohater Penamstanu zostają wysłani łodzią podwodną na tajną misję. Przed wyjazdem Leon spotyka Claire w Białym Domu, która informuje go o swoim odkryciu. |           |                 |                              |                    |
| 2 | Odcinek 2 | Eiichirō Hasumi | Shogo Moto i Eiichirō Hasumi | 8 lipca 2021       |
| Leon, Jason i Shen May płyną łodzią podwodną na chińskie wody, podczas gdy Claire bada co stało się z jednostką Wściekłych Psów. Ich misja jest również pokazana podczas retrospekcji, w której Wściekłe Psy uratowały ocalałego ale mogły jedynie sprowadzić do Stanów Zjednoczonych jego zainfekowane ciało. Będąc na łodzi podwodnej, broń bioorganiczna w postaci zainfekowanych szczurów atakuje i zabija załogę, a Jason i Shen May własnoręcznie zabijają trzech innych nieświadomych członków załogi. Leon, Jason i Shen May wspólnie ewakuują łódź podwodną w kapsule ratunkowej, zanim ta ulegnie samozniszczeniu. Za zniszczenia sekretarz obrony Wilsona obwinia pobliską chińską flotę. W szanghajskiej kryjówce wychodzi na jaw, że Shen May i Jason pracują razem aby zdemaskować plany Wilsona w jego zaangażowaniu w Penamstanie, gdzie Wściekłe Psy zostały zainfekowane gdy ingerowały w testowanie broni bioorganicznej na żołnierzach. Leon odmawia pomocy Jasonowi i Shen May. Gdy konfrontuje się z nimi, zabija Jasona podczas gdy Shen May ucieka. |           |                 |                              |                    |
| 3 | Odcinek 3 | Eiichirō Hasumi | Shogo Moto i Eiichirō Hasumi | 8 lipca 2021       |
| Claire bada dom ostatniego (oprócz Jasona) ocalałego z Wściekłych Psów ale okazuje się, że ten popełnił samobójstwo. Następnie wychodzi na jaw, że żołnierze jednostki zostali zarażeni podczas misji w Penamstanie. Tymczasem Leon podąża za Shen May do domu jej dziadka. Po tym, jak wdziera się do środka, okazuje się, że brat Shen May był żołnierzem uratowanym przez Wściekłe Psy ale był już zarażony wirusem i zaczął mutować gdy Wściekłe Psy sprowadziły go z powrotem do bazy. Dziadek Shen May sprowadził następnie do Chin, a Wściekłe Psy pracowały jako prywatne siły wojskowe Wilsona, aby nadal mieć możliwość otrzymywania leków zapobiegających nawrotowi ich własnych infekcji. Shen May współpracowała z Jasonem, aby zdemaskować Wilsona, który wykorzystał swoją pozycję oficera w armii amerykańskiej do zarażania żołnierzy wirusem, aby przetestować jego moc. Gdy Shen May oferuje Leonowi informacje, które pozwolą mu zdemaskować Wilsona, dom zostaje zniszczony, a dziadek i brat Shen May zostają zabici. Leon i Shen May uciekają i przygotowują się do konfrontacji z Wilsonem, podczas gdy Claire zostaje schwytana przez ludzi Wilsona po tym, jak próbowała skonfrontować go z jego czynami. |           |                 |                              |                    |
| 4 | Odcinek 4 | Eiichirō Hasumi | Shogo Moto i Eiichirō Hasumi | 8 lipca 2021       |
| Claire budzi się w laboratorium po schwytaniu przez ludzi Wilsona. Tymczasem prezydent Graham przygotowuje porozumienie pokojowe z rządem Penamstanu. Wilson ujawnia, że hoduje superżołnierzy, aby używać ich przeciwko wrogom Stanów Zjednoczonych. Wilson następnie próbuje przekonać Claire do współpracy z nim ale ta odmawia. Jason pojawia się ponownie i zamienia się mutanta w momencie gdy na miejsce przybywają Leon i Shen May. Jason zaraża Wilsona i walczy z Leonem i Shen May, próbując ujawnić się światu. Leon ratuje Claire po tym, jak Jason zabija Shen May. Oboje współpracują aby powstrzymać Jasona przed ujawnieniem się, podczas gdy laboratorium jest niszczone przez kwas. Leon i Claire uciekają, a Graham zawiera porozumienie pokojowe z Penamstanem. Wilson pozostaje w ukryciu, ale musi korzystać z inhibitorów dostarczonych przez firmę Tricell. Po pokonaniu Jasona, Leon i Claire rozchodzą się ponieważ Leon odmawia opublikowania informacji dotyczących spisku Wilsona, przysięgając że użyje ich do zaprzestania dalszego korzystania z broni bioorganicznej. |           |                 |                              |                    |

### Produkcja
Pod koniec września 2020 r. na kanale YouTube Netflixa pojawił się nieco ponad minutowy zwiastun serialu. W październiku 2020 r. amerykański dystrybutor Tokyopop ogłosił wydanie komiksu stylizowanego na mangę, który bazować ma na wydarzeniach przedstawionych w odcinkach serialu. Manga ma mieć swoją premierę na równi z debiutem serialu.
Przed właściwą odsłoną, Netflix Portugal zamieścił na Twitterze krótki zwiastun, twierdząc, że będzie to „film CGI”, jednakże niedługo potem tweet został usunięty. Wieczny mrok został oficjalnie zapowiedziany podczas wirtualnych targów Tokyo Game Show 2020 jako serial CGI przez producenta wykonawczego serialu - Hiroyuki Kobayashi. Podczas wirtualnego wydarzenia Biohazard Showcase w kwietniu 2021 r. ujawniono, że reżyserem serialu będzie Eiichirō Hasumi, a kompozytorem muzyki do serialu zostanie Yugo Kanno. W dniu 19 maja 2021 r. na kanale YouTube platformy Netflix pojawił się oficjalny zwiastun produkcji.